# أمواج برية (فلم رسوم متحركة)
أمواج برية (بالإنجليزية: Wild Waves)، هو فيلم رسوم متحركة قصير لـ ميكي ماوس صدر لأول مرة في 18 ديسمبر/كانون الأول 1929، كجزء من سلسلة أفلام ميكي ماوس. كان هذا الفيلم القصير الخامس عشر لميكي، والثاني عشر في عام 1929، بالإضافة إلى كونه آخر فيلم يتم إصداره بواسطة Celebrity Productions قبل أن تتولى شركة كولومبيا بيكتشرز التوزيع.

## حبكة
ميكي ماوس هو منقذ شاطئ، يجلس على كرسي الإنقاذ على الشاطئ ويلعب البانجو لتسلية الجمهور المتذوق من البط، والبجع، والبطاريق، والفقمات. يرقص الكرسي مع ميكي لإزعاجه. أثناء الغناء، يتغير ملابس ميني ماوس إلى ملابس السباحة وتسير إلى حافة الشاطئ. تصطدم موجة ضخمة بالشاطئ، فتسحبها إلى البحر.
تصرخ ميني طلبًا للمساعدة، ويهرع ميكي لإنقاذها، ويسبح عبر الأمواج لتحديد مكانها. ويعيدها إلى الشاطئ ويهتف الجمهور. عندما تستعيد ميني وعيها، تبدأ بالبكاء بحزن، وتكون مشوشة وخائفة من التجربة. يحاول ميكي مواساتها ويسمح لها بتنظيف أنفها بمنديله. وبعد أن هدأت قليلاً، أخبر ميكي ميني أن تنظر إليه وسرعان ما بدأ الغناء والرقص على أنغام أغنية، وانضمت الحيوانات إليهم، مما أدى إلى تسلسل طويل من رقص البطاريق وأسود البحر بينما يعزف ميكي على قيثارة مرتجلة على الأنغام، ويستخدم العصي لضرب الأشياء. ينضم فرس البحر ذو الصوت العميق إلى الأغنية منفردًا. حيث يؤدي ميكي الرقصة النهائية مع حركات الدودو أثناء النقر وتحريك ذراعيه ويهتف له الجميع، بما في ذلك ميني. في نهاية العرض، ابتهجت ميني، وهي تقول لميكي: "بطلي!"، فيرد ميكي: "أوه هذا لا شيء!" بينما كان يمسح قدمه بالرمال. تُقبِّله ميني بامتنان وبشكل متكرر على الخد الذي يوقفها ميكي ويقبلها على شفتيها مرتين، ويحتضنان بعضهما البعض.

## إنتاج
"أمواج برية" هو أول فيلم قصير لميكي ماوس من إخراج بيرت غيليت ، والذي سيخرج أكثر من 30 فيلمًا قصيرًا لميكي ماوس على مدى السنوات العديدة التالية.
كان فيلم أمواج برية هو آخر فيلم رسوم متحركة لميكي ماوس حُرِّك بواسطة أب أيوركس. وكان هذا أيضًا آخر فيلم للملحن كارل ستالينغ مع استوديوهات والت ديزني؛ بعد هذا الفيلم، انضم ستالينغ إلى إيوركس في الاستوديو الجديد الخاص به. كان هذا هو الفيلم القصير الأخير الذي استخدم بطاقة العنوان الأصلية حتى فيلم احصل على حصان! (2013)، مع ميكي في شورت مخطط ينظر إلى ميني. تستخدم الإصدارات الأحدث من هذا الفيلم القصير بطاقة العنوان الجديدة التي تحمل وجه ميكي، متبوعة بعنوان الفيلم القصير.
في مقابلة أجريت عام 1971 مع مجلة Funnyworld ، قال كارل ستالينغ أنه قام بأداء صوت خطوط ميكي المتحدثة في هذا الفيلم القصير، بالإضافة إلى صوت فرس البحر المغني.  صوت ميكي الغنائي مختلف تمامًا وربما يكون من أداء والت ديزني أو موظف مجهول في الاستوديو. كما سُجل صوت ميني بواسطة امرأة عملت في التحبير والرسم في الاستوديو، مارغوري نورتون (لاحقًا مارغوري رالستون).

## استقبال
ذا فيلم دايلي (5 يناير 1930): "يظهر ميكي ماوس في أفضل حالاته كمنقذ حياة في هذا الكرتون من إنتاج والت ديزني، والذي أصبح أكثر تسلية بفضل تصرفات الفقمة المغردة، والبطاريق الراقصة، وأسود البحر وغيرها من الإبداعات المذهلة لمملكة الرسوم المتحركة. إنه رائع حقًا."